# 艾爾斯山
79°20′S 156°28′E / 79.333°S 156.467°E
艾爾斯山（英語：Mount Ayres）是南極洲的山峰，位於奧次地，處於芬格嶺西端以南16公里，屬於庫克山脈的一部分，海拔高度2,500米，現時由南極條約體系管理。